# Haidershofen
Haidershofen là một thị trấn của nước Áo. Đô thị này có diện tích 31,99 km², dân số năm 2001 là 3461 người. Thị trấn thuộc huyện Amstetten, trong bang Niederösterreich.